# West Indies Cricket Team in Sri Lanka in der Saison 2015/16
Die Spielserie des West Indies Cricket Team in Sri Lanka in der Saison 2015/16 fand vom 4. Oktober bis zum 11. November 2015 statt. Die internationale Cricket-Tour ist Teil der Internationalen Cricket-Saison 2015/16 und umfasst zwei Test Matches, drei ODIs und zwei Twenty20s. Sri Lanka gewann die Test-Serie 2–0 und die ODI-Serie 3–0, während die Twenty20-Serie mit einem 1–1 Unentschieden endete.

## Vorgeschichte

### Ansetzung
Aus finanziellen Erwägungen wurde seitens des sri-lankischen Verbandes zunächst darüber nachgedacht keinen Test in Galle auszutragen was jedoch nach Einsparmaßnahmen dennoch vollzogen wurde.
Das zweite Twenty20 war ursprünglich am 12. November geplant, wurde jedoch auf Grund der Trauerfeierlichkeiten von Maduluwawe Sobitha Thera und dem damit verbundenen nationalen Trauertag einen Tag vorgezogen.

### Suspendierung von Phil Simmons
Im Zuge der Nominierung des ODI-Kaders der West Indies kritisierte dessen Trainer Phil Simmons die Selektion des west-indischen Verbandes öffentlich, und wurde daraufhin von seinem Amt suspendiert. Nach der Tour, und den deutlichen Niederlagen in den Test- und ODI-Serien, wurde Simmons nach einer öffentlichen Entschuldigung vor dem letzten Spiel der Serie wieder in sein Amt eingesetzt.

## Stadien
Die folgenden Stadien wurden für die Tour als Austragungsort vorgesehen und am 8. September 2015 bekanntgegeben.
| Stadion | Stadt                                   | Kapazität | Spiele              |
| ------- | --------------------------------------- | --------- | ------------------- |
| Colombo | R. Premadasa Stadium (RPS)              | 35.000    | 1. & 2. ODI; 2. T20 |
| Colombo | Paikiasothy Saravanamuttu Stadium (PSS) | 15.000    | 2. Test             |
| Galle   | Galle International Stadium             | 35.000    | 1. Test             |
| Kandy   | Pallekele International Cricket Stadium | 35.000    | 3. ODI; 1. T20      |

## Kaderlisten
West Indies benannte seinen Test-Kader am 4. September 2015 und seine Limited-Overs-Kader am 29. September 2015. Sri lanka benannte seinen Test-Kader am 9. Oktober, den ODI-Kader am 23. Oktober und den Twenty20-Kader am 5. November 2015.
| Test | Test | ODI | ODI | Twenty20 | Twenty20 |
| Sri Lanka | West Indies | Sri Lanka | West Indies | Sri Lanka | West Indies |
| --- | --- | --- | --- | --- | --- |
| - Angelo Mathews (K) - Lahiru Thirimanne (VK) - Dushmantha Chameera - Dinesh Chandimal - Rangana Herath - Dimuth Karunaratne - Tharindu Kaushal - Suranga Lakmal - Kusal Mendis - Dilruwan Perera - Kusal Perera (wk) - Nuwan Pradeep - Dhammika Prasad - Kaushal Silva - Milinda Siriwardana | - Jason Holder (K) - Kraigg Brathwaite (VK) - Devendra Bishoo - Jermaine Blackwood - Carlos Brathwaite - Darren Bravo - Rajindra Chandrika - Shane Dowrich - Shannon Gabriel - Shai Hope - Denesh Ramdin (wk) - Kemar Roach - Marlon Samuels - Jerome Taylor - Jomel Warrican | - Angelo Mathews (K) - Lahiru Thirimanne (VK) - Dushmantha Chameera - Dinesh Chandimal - Tillakaratne Dilshan - Danushka Gunathilaka - Shehan Jayasuriya - Nuwan Kulasekara - Suranga Lakmal - Lasith Malinga - Ajantha Mendis - Kusal Perera (wk) - Sachithra Senanayake - Milinda Siriwardana - Jeffrey Vandersay | - Jason Holder (K) - Devendra Bishoo - Jermaine Blackwood - Carlos Brathwaite - Darren Bravo - Jonathan Carter - Johnson Charles - Andre Fletcher - Jason Mohammed - Sunil Narine - Denesh Ramdin (wk) - Ravi Rampaul - Andre Russell - Marlon Samuels - Jerome Taylor | - Lasith Malinga (K) - Tillakaratne Dilshan - Kusal Perera (wk) - Shehan Jayasuriya - Angelo Mathews - Milinda Siriwardene - Chamara Kapugedera - Dinesh Chandimal - Kithuruwan Vithanage - Dushmantha Chameera - Nuwan Kulasekara - Sachithra Senanayake - Jeffrey Vandersay - Binura Fernando - Thisara Perera | - Daren Sammy (K) - Samuel Badree - Darren Bravo - Dwayne Bravo - Jonathan Carter - Johnson Charles - Andre Fletcher - Jason Holder - Sunil Narine - Kieron Pollard - Denesh Ramdin (wk) - Ravi Rampaul - Andre Russell - Marlon Samuels - Jerome Taylor - Devendra Bishoo |

## Tour Matches
| 9. – 11. Oktober Scorecard | Colombo (SSC) | West Indians 209 (65.3) | – | Sri Lanka Board President’s XI 455-6 (107) |
|                            |               | Remis                   |   |                                            |

| 29. Oktober Scorecard | Colombo (CCC) | West Indians 318 (48.4)                       | – | Sri Lanka Board President’s XI 103-3 (21) |
|                       |               | West Indians gewinnt mit 43 Runs (D/L method) |   |                                           |

## Tests

### Erster Test in Galle
| 14. – 18. Oktober Scorecard | Galle | Sri Lanka 484 (152.3)                          | – | West Indies 251 (82) & 227 (68.3) (f/o) |
|                             |       | Sri Lanka gewinnt mit einem Innings und 6 Runs |   |                                         |

### Zweiter Test in Colombo (PSS)
| 22. – 26. Oktober Scorecard | Colombo (PSS) | Sri Lanka 200 (66) & 206 (75.3) | – | West Indies 163 (64.2) & 171 (65.5) |
|                             |               | Sri Lanka gewinnt mit 72 Runs   |   |                                     |

## One-Day Internationals

### Erstes ODI in Colombo (RPS)
| 1. November Scorecard | Colombo (RPS) | West Indies 159 (26/26)                     | – | Sri Lanka 164-9 (24.5/26) |
|                       |               | Sri lanka gewinnt mit 1 Wicket (D/L method) |   |                           |

### Zweites ODI in Colombo (RPS)
| 4. November Scorecard | Colombo (CCC) | West Indies 214 (37.4/38)                    | – | Sri Lanka 225-2 (36.3/38) |
|                       |               | Sri Lanka gewinnt mit 8 Wickets (D/L method) |   |                           |

### Drittes ODI in Abu Dhabi
| 7. November Scorecard | Kandy | West Indies 206 (36/36)                    | – | Sri Lanka 180-5 (32.3/32.3) |
|                       |       | Sri Lanka gewinnt mit 19 Runs (D/L method) |   |                             |

## Twenty20 Internationals

### Erstes Twenty20 in Dubai
| 9. November Scorecard | Kandy | Sri Lanka 215-3 (20)          | – | West Indies 185 (19.5) |
|                       |       | Sri Lanka gewinnt mit 30 Runs |   |                        |

### Zweites Twenty20 in Colombo (RPS)
| 11. November Scorecard | Colombo (RPS) | West Indies 162-6 (20)          | – | Sri Lanka 139 (20) |
|                        |               | West Indies gewinnt mit 23 Runs |   |                    |

## Statistiken
Die folgenden Cricketstatistiken wurden bei dieser Tour erzielt.
| Tests               | Tests       | Tests   | Tests   | Tests   | Tests   | Tests   | Tests   | Tests   |
| Batting             | Batting     | Batting | Batting | Batting | Batting | Batting | Batting | Batting |
| Spieler             | Mannschaft  | Spiele  | Innings | Runs    | Average | HS      | 100s    | 50s     |
| ------------------- | ----------- | ------- | ------- | ------- | ------- | ------- | ------- | ------- |
| Dimuth Karunaratne  | Sri Lanka   | 2       | 3       | 199     | 66,33   | 186     | 1       | 0       |
| Dinesh Chandimal    | Sri Lanka   | 2       | 3       | 188     | 62,66   | 151     | 1       | 0       |
| Darren Bravo        | West Indies | 2       | 4       | 144     | 36,00   | 61      | 0       | 2       |
| Jermaine Blackwood  | West Indies | 2       | 4       | 123     | 30,75   | 92      | 0       | 1       |
| Milinda Siriwardana | Sri Lanka   | 2       | 3       | 111     | 37,00   | 68      | 0       | 1       |
| Bowling             |             |         |         |         |         |         |         |         |
| Spieler             | Mannschaft  | Spiele  | Overs   | Wickets | Average | BBI     | 5W      | 10W     |
| Rangana Herath      | Sri Lanka   | 2       | 94.5    | 15      | 16,13   | 6/68    | 1       | 1       |
| Dhammika Prasad     | Sri Lanka   | 2       | 46.3    | 9       | 15,33   | 4/34    | 0       | 0       |
| Milinda Siriwardana | Sri Lanka   | 2       | 40      | 7       | 17,71   | 3/25    | 0       | 0       |
| Kraigg Braithwaite  | West Indies | 2       | 16.3    | 6       | 7,16    | 6/29    | 1       | 0       |
| Jomel Warrican      | West Indies | 1       | 45      | 6       | 21,50   | 4/67    | 0       | 0       |
| Jerome Taylor       | West Indies | 2       | 43      | 6       | 23,50   | 4/76    | 0       | 0       |

| ODIs                 | ODIs        | ODIs    | ODIs    | ODIs    | ODIs    | ODIs    | ODIs    | ODIs    |
| Batting              | Batting     | Batting | Batting | Batting | Batting | Batting | Batting | Batting |
| Spieler              | Mannschaft  | Spiele  | Innings | Runs    | Average | HS      | 100s    | 50s     |
| -------------------- | ----------- | ------- | ------- | ------- | ------- | ------- | ------- | ------- |
| Marlon Samuels       | West Indies | 3       | 3       | 175     | 87,50   | 110*    | 1       | 1       |
| Kusal Perera         | Sri Lanka   | 3       | 3       | 163     | 54,33   | 99      | 0       | 2       |
| Lahiru Thirimanne    | Sri Lanka   | 3       | 3       | 119     | 59,50   | 81*     | 0       | 1       |
| Tillakaratne Dilshan | Sri Lanka   | 3       | 3       | 97      | 32,33   | 59      | 0       | 1       |
| Johnson Charles      | West Indies | 3       | 3       | 88      | 29,33   | 83      | 0       | 1       |
| Bowling              |             |         |         |         |         |         |         |         |
| Spieler              | Mannschaft  | Spiele  | Overs   | Wickets | Average | BBI     | 5W      | 10W     |
| Lasith Malinga       | Sri Lanka   | 2       | 8       | 4       | 8,75    | 2/16    | 0       | 0       |
| Milinda Siriwardana  | Sri Lanka   | 2       | 7       | 4       | 14,50   | 2/17    | 0       | 0       |
| Dwayne Bravo         | West Indies | 2       | 8       | 4       | 20,25   | 4/28    | 0       | 0       |
| Sachithra Senanayake | Sri Lanka   | 2       | 7       | 4       | 21,00   | 4/46    | 0       | 0       |
| Ravi Rampaul         | West Indies | 1       | 4       | 3       | 6,66    | 3/20    | 0       | 0       |
| Kieron Pollard       | West Indies | 2       | 8       | 3       | 21,66   | 2/42    | 0       | 0       |

| Twenty20s            | Twenty20s   | Twenty20s | Twenty20s | Twenty20s | Twenty20s | Twenty20s | Twenty20s | Twenty20s |
| Batting              | Batting     | Batting   | Batting   | Batting   | Batting   | Batting   | Batting   | Batting   |
| Spieler              | Mannschaft  | Spiele    | Innings   | Runs      | Average   | HS        | 100s      | 50s       |
| -------------------- | ----------- | --------- | --------- | --------- | --------- | --------- | --------- | --------- |
| Tillakaratne Dilshan | Sri Lanka   | 2         | 2         | 108       | 54,00     | 56        | 0         | 2         |
| Andre Fletcher       | West Indies | 2         | 2         | 80        | 40,00     | 57        | 0         | 1         |
| Shehan Jayasuriya    | Sri Lanka   | 2         | 2         | 66        | 33,00     | 36        | 0         | 0         |
| Dwayne Bravo         | West Indies | 2         | 2         | 55        | 27,50     | 31        | 0         | 0         |
| Kusal Perera         | Sri Lanka   | 2         | 2         | 52        | 26,00     | 40        | 0         | 0         |
| Bowling              |             |           |           |           |           |           |           |           |
| Spieler              | Mannschaft  | Spiele    | Overs     | Wickets   | Average   | BBI       | 5W        | 10W       |
| Lasith Malinga       | Sri Lanka   | 2         | 8         | 4         | 8,75      | 2/16      | 0         | 0         |
| Milinda Siriwardana  | Sri Lanka   | 2         | 7         | 4         | 14,50     | 2/17      | 0         | 0         |
| Dwayne Bravo         | West Indies | 2         | 8         | 4         | 20,25     | 4/28      | 0         | 0         |
| Sachithra Senanayake | Sri Lanka   | 2         | 7         | 4         | 21,00     | 4/46      | 0         | 0         |
| Ravi Rampaul         | West Indies | 1         | 4         | 3         | 6,66      | 3/20      | 0         | 0         |
| Kieron Pollard       | West Indies | 2         | 8         | 3         | 21,66     | 2/42      | 0         | 0         |

## Player of the Series
Als Player of the Series wurden die folgenden Spieler ausgezeichnet.
| Serie | Player of the Series |
| ----- | -------------------- |
| Test  | Rangana Herath       |
| ODI   | Kusal Perera         |
| T20   | Tillakaratne Dilshan |

### Player of the Match
Als Player of the Match wurden die folgenden Spieler ausgezeichnet.
| Spiel   | Player of the Match  |
| ------- | -------------------- |
| 1. Test | Rangana Herath       |
| 2. Test | Milinda Siriwardana  |
| 1. ODI  | Tillakaratne Dilshan |
| 2. ODI  | Kusal Perera         |
| 3. ODI  | Marlon Samuels       |
| 1. T20  | Sachithra Senanayake |
| 2. T20  | Dwayne Bravo         |